# France Galop
 (septembre 2013).
Si vous disposez d'ouvrages ou d'articles de référence ou si vous connaissez des sites web de qualité traitant du thème abordé ici, merci de compléter l'article en donnant les références utiles à sa vérifiabilité et en les liant à la section « Notes et références ».
Pour les articles homonymes, voir Société d'encouragement.
France Galop, société organisatrice des courses nationales de plat et d'obstacle, est créée le 5 mai 1997 par le décret n°97-456. Elle est issue de la fusion de la « Société d'encouragement et des steeple chases de France », de la « Société de sport de France » et de la « Société sportive d'encouragement ». Société mère des courses de galop, sa vocation réside dans l'encouragement pour l'amélioration des races de chevaux de galop en France. 
France Galop est une association loi de 1901 soumise à la triple tutelle des ministères de l'Agriculture, des Finances et de l'Intérieur, qui organise la filière des courses de galop et la régularité des courses. 
France Galop joue un rôle essentiel dans l'organisation des courses en France et son activité est multiple. Son rôle est d'encourager l'élevage pour améliorer les différentes races de chevaux de galop, déterminer les allocations et les primes, encourager l'entraînement, veiller à la régularité de la compétition en faisant appliquer le Code des Courses et en organisant la lutte antidopage. 
Les équipes de France Galop élaborent le programme national des courses de Galop qui sont support de paris hippiques, en France et à l'international. Ces courses permettent également de sélectionner les meilleurs chevaux qui seront destinés à la reproduction.
De plus France Galop délivre les agréments aux professionnels pour faire courir, entraîner et monter. Enfin France Galop gère directement 5 hippodromes : Longchamp, Auteuil, Chantilly, Saint-Cloud et Deauville. Elle gère également trois centres d'entraînement à Chantilly, Deauville et Maisons-Laffitte.
France Galop développe également un savoir-faire en termes d'organisation événementiel de grands prix dont la notoriété dépasse les frontières : Prix de Diane Longines, Prix du Jockey Club, Grand Steeple-chase de Paris, Qatar Prix de l'Arc de Triomphe... et des événements grand public autour des courses tels que les Dimanches au Galop, les "Jeuxdi by ParisLongchamp", la Garden Party du 14 juillet...

## Organisation

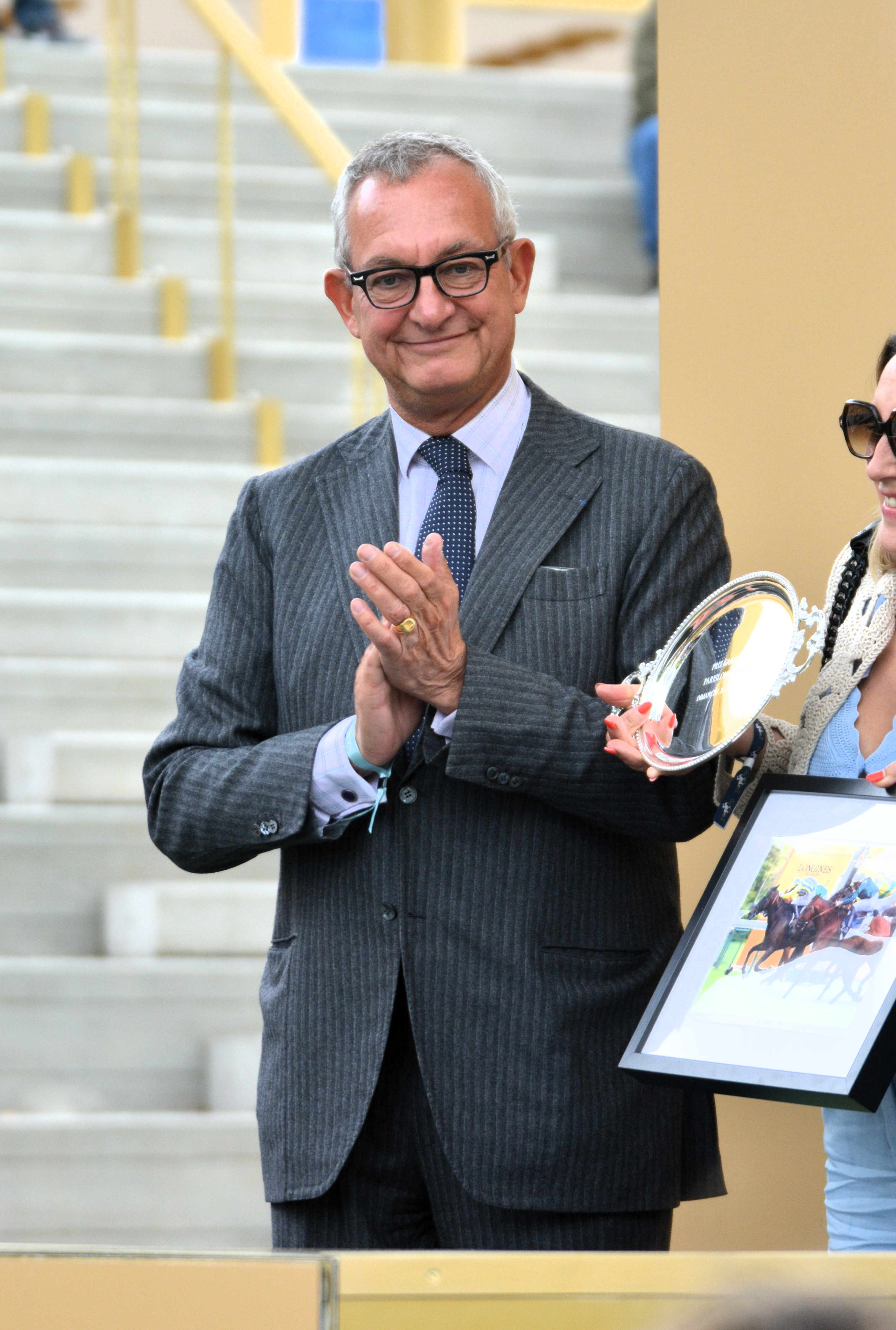
Guillaume de Saint Seine

Présidée par Guillaume de Saint-Seine depuis décembre 2023, France Galop compte parmi ses membres les représentants des instances régionales des courses, les acteurs socio-professionnels, ainsi que des personnalités qualifiées. 
Sous l'autorité du président, fonctionne la direction générale confiée à Elie Hennau depuis avril 2024, à laquelle sont rattachées les cinq directions opérationnelles : 
- Direction des finances & de l'organisation
- Direction opérationnelle des courses
- Direction Commerciale, Marketing et Exploitation
- Direction des Ressources Humaines et de l'Organisation
- Direction Systèmes d'Information et Transformation Numérique

En avril 2016, Bernhard Opitz remplace Agnès Lesot à la direction des ressources humaines. En 2020, Delphine Violette succède à Fabrice Favetto Bon au poste de directeur marketing .
Par le passé, France-Galop a été dirigée par Jean-Luc Lagardère et Édouard de Rothschild (2004-2023).

## Missions
Sa vocation réside dans l'encouragement pour l'amélioration des races de chevaux de galop en France. 
À travers sa mission, France Galop participe au financement et à l’animation d’une filière de plein emploi de plus de 73 250 personnes (directement et indirectement) implantées sur l’ensemble du territoire.
De par la nouvelle règlementation, France Galop, en qualité de société mère du galop, est investie de missions de service public :
- Élaboration et tenue du code des courses,
- Organisation des courses,
- Conditions d’attribution et de répartition des allocations (prix, primes, …),
- Modalités de régulation des courses et de la filière,
- Équipements nécessaires à l’organisation des courses,
- Sélection des chevaux,
- Formation professionnelle.

France Galop organise chaque année de grandes compétitions internationales réputées et prestigieuses :
- Qatar Prix de l'Arc de Triomphe sur l'hippodrome ParisLongchamp
- Prix de Diane Longines sur l'hippodrome de Chantilly
- Qatar Prix du Jockey Club sur l'hippodrome de Chantilly
- Grand Steeple-Chase de Paris sur l'hippodrome d'Auteuil
- Grand Prix de Paris sur l'hippodrome ParisLongchamp

## Gestion d'hippodromes
France Galop gère cinq hippodromes placés chacun sous l'autorité d'un directeur : 
- Auteuil
- Chantilly
- Deauville-La Touques
- Longchamp
- Saint-Cloud.

## Centres d'entraînement
3 centres d'entraînements en France : 
ChantillyChantilly tient la corde des centres d’entraînement européens avec presque 3 000 chevaux quotidiennement présents. 45 % des partants prenant part aux épreuves des hippodromes « parisiens » proviennent du centre d’entraînement de Chantilly, domaine unique qui s’étend sur 1 900 ha. Il met à la disposition de l’élite du galop 120 ha de pistes en galop, 120 km de piste en sable et sable fibré huilé, et une centaine d’obstacles ;
Maisons-Laffittele site de Maisons-Laffitte possède un centre d’entraînement permettant d’accueillir quotidiennement environ 700 chevaux qui s’entraînent sur plus de 130 ha de pistes en gazon, en sable et en sable fibré huilé, autorisant un entraînement même en conditions hivernales difficiles. Le centre possède également plus de 110 obstacles sur sable et sur gazon, dont certains reproduisent ceux de l’hippodrome d’Auteuil ;
Deauvillele site de Deauville possède un centre d’entraînement permettant d’accueillir quotidiennement environ 400 chevaux.